# Onthophagus tiamicus
Onthophagus tiamicus là một loài bọ cánh cứng trong họ Bọ hung (Scarabaeidae).